# Berneuxia thibetica
Berneuxia thibetica là một loài thực vật có hoa trong họ Diapensiaceae. Loài này được Decne. mô tả khoa học đầu tiên năm 1873.

## Hình ảnh

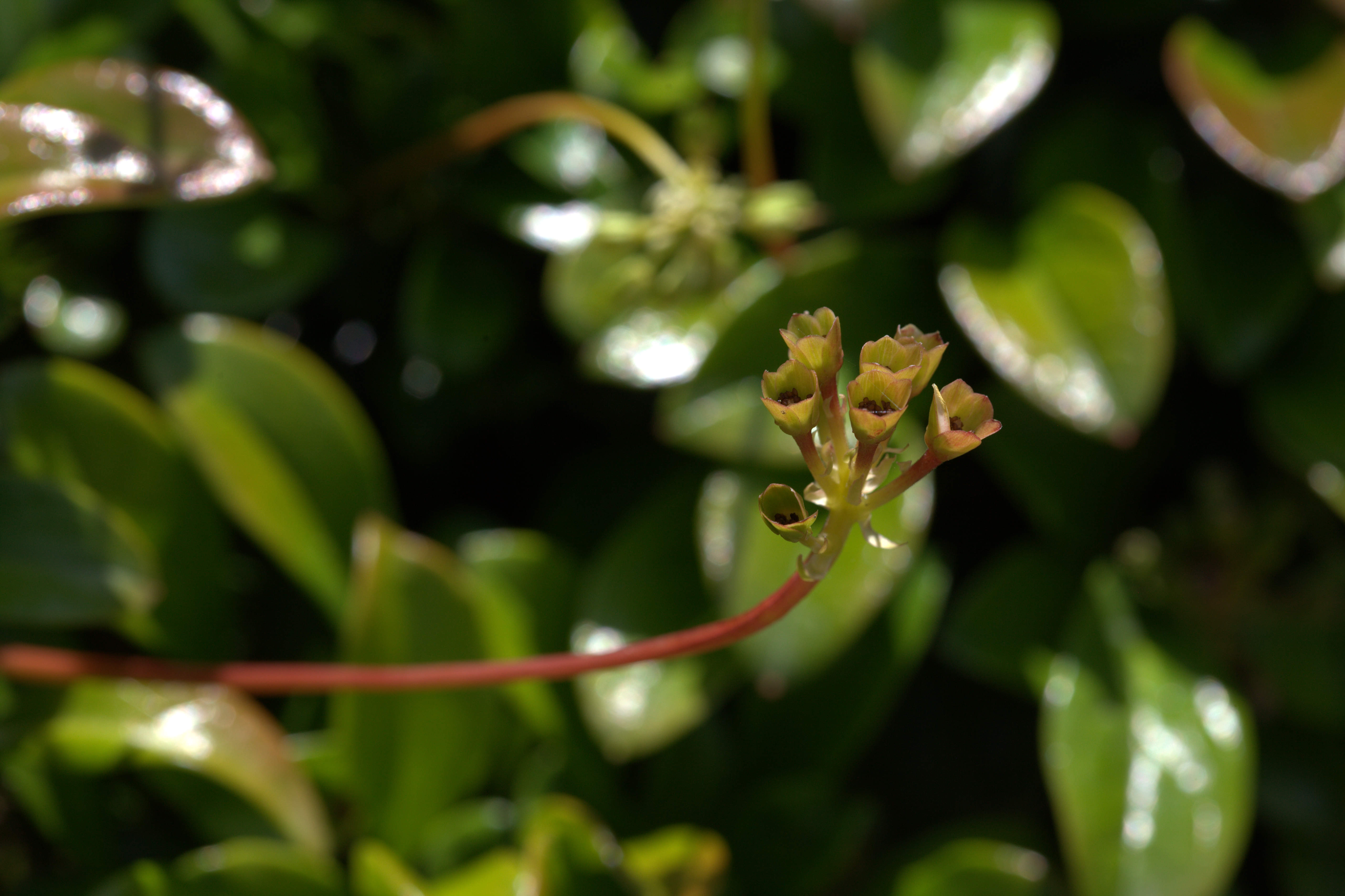
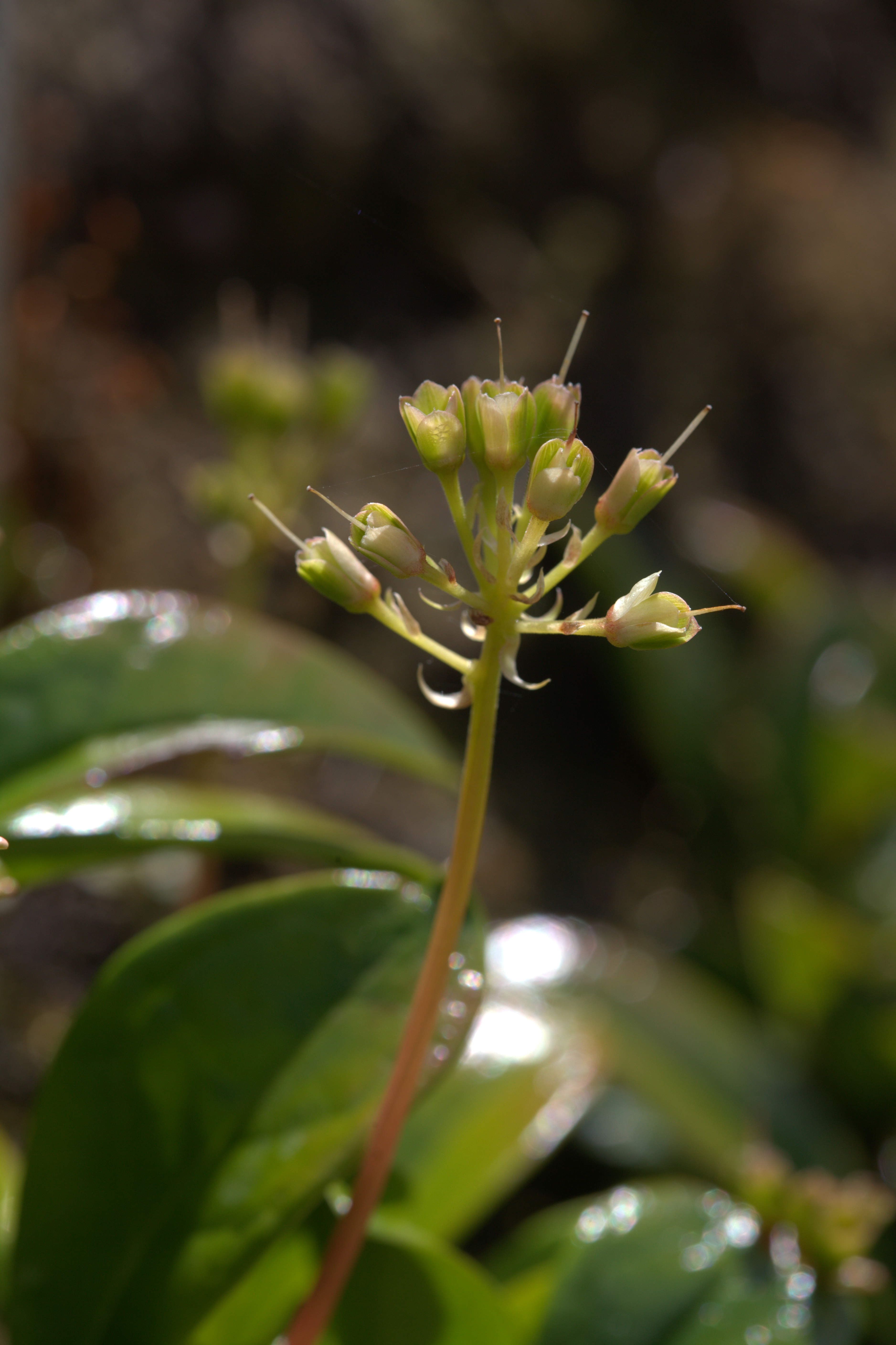
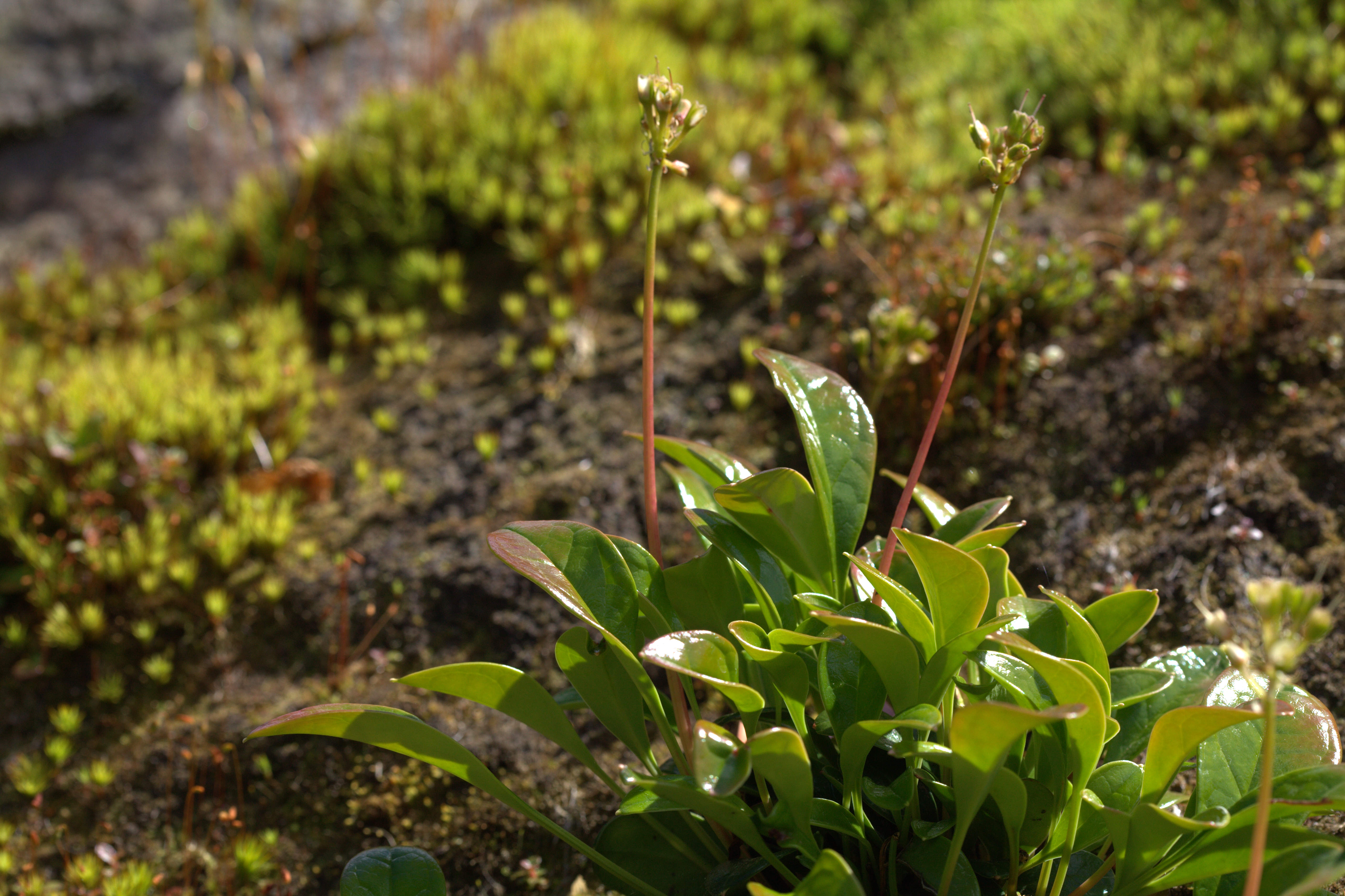
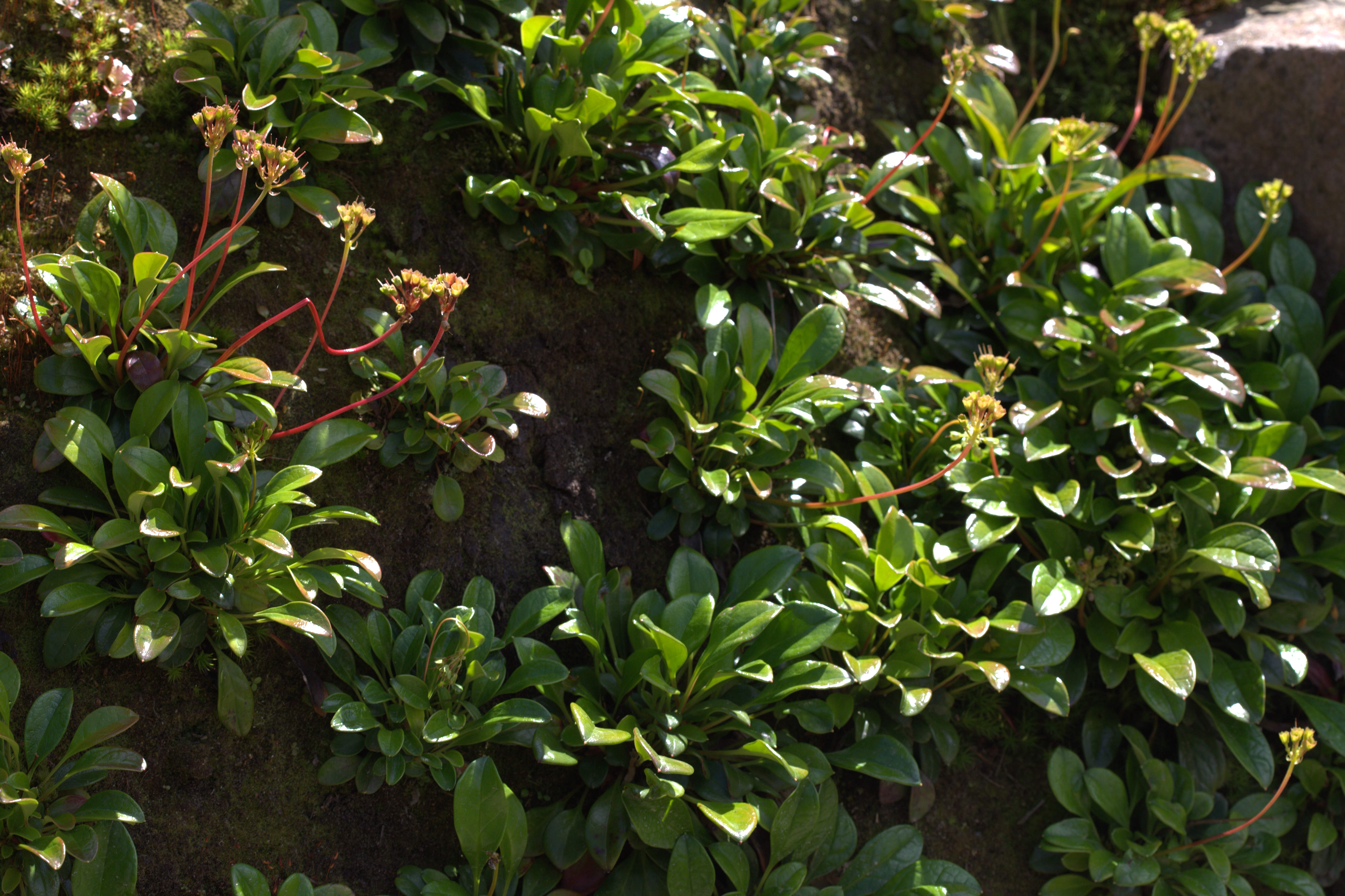